# 卍山道白
卍山道白（まんざんどうはく）は、江戸時代初期の曹洞宗僧侶。諱は道白、随時子。晩年に自ら号して復古道人とした。卍山禅師や復古和尚称等の通称がある。

## 経歴
備後国（現在の広島県）出身。俗姓は藤井氏。寛永19年（1642年）8月に父の玄秋が没し、7歳で備後国田総（現：庄原市）の照山和尚に預けられて五雲山龍興寺の童行となる。正保2年（1645年）に照山が入寂、四世として同寺を継いだ一線道播について得度、剃髪して諱を道白とする。
一線和尚が慶安元年（1648年）に五雲山龍興寺を退くと、16歳で江戸に向かう一線和尚に同行し、承応年間には、江戸高秀寺で参禅し、武蔵の雲堂寺に住した。明暦元年（1655年）に江戸海蔵寺に移り、一線和尚と共に同寺の和田倉門から本郷（現在の文京区）移転、再建に助力した。
武蔵の万頂山集福寺に寛文元年（1661年）に一線和尚が移るとこれに従い、宗務をこなした。高秀文春、月舟宗胡らの下に参禅。月舟宗胡の法を嗣ぐ。
延宝8年（1680年）、宗胡の後席として加賀国（現：石川県）大乗寺の住職となる。
師僧宗胡、面山瑞方らと共に、宗統復興を唱え宗門の嗣法・規矩の更正に尽力した。当時の曹洞宗では師僧から弟子に面授される法統（人法）の他に、寺院の住職を継ぐことによって伝えられる法統（伽藍法）があるとされ、両者の混乱から様々な弊害を生じていた。これに対し、道白らは宗祖道元が尊重した一師印証の面授嗣法（人法）のみを正統とするべきであると訴えた。道白らの運動は寺社奉行を動かし、永平寺法度・總持寺法度の制定によって達成された。
また、隠元隆琦「黄檗清規」を手本として、乱れを生じていた宗派の規矩を整理、刷新を図った。道白の大乗寺は厳正な規矩で知られるようになり「規矩大乗」と呼ばれた。元禄2年（1689年）には永平寺住職晃全が叢規復興にあたって道白らに顧問を要請するなど刷新は宗派内に着実に定着していった。しかし一方で天桂伝尊などが、道元以来の宗規に拠らず他流（黄檗宗）の清規を当てはめ、実際の悟りの有無よりも嗣法の儀規面の整備を優先した道白らを「形式主義」と批判し、論争をよんだ。
これらの論争は曹洞宗における宗学研究、宗典の校訂・出版を活性化させ多くの業績を生む原動力となった。道白自身も大乗寺において祖師道元の『正法眼蔵』の編集を行い、卍山本（89巻本）として残されている。
大乗寺を明州珠心にゆずった後、摂津国（現在の大阪市天王寺区）の興禅寺に隠棲した。元禄7年（1694年）、請われて山城国（現在の京都府）の臨済宗の古刹、源光庵を復興し曹洞宗に改めた。
道白の高名をきいた霊元法皇が、問法のため招請したが病と称して辞退した。惜しんだ法皇は手許品の綿を下賜したという。
正徳5年（1715年）80歳で没す。